# Nederlands Hervormde Kerk (Landsmeer)
Nederlands Hervormde Kerk (tegenwoordigd Iglesia Ni Cristo; vert. Kerk van Christus) is een kerk gelegen aan de Dorpsstraat 28 in het Noord-Hollandse Landsmeer. De neoclassicistische zaalkerk uit 1852 heeft een ingebouwde toren met een houten bekroning. 

## Geschiedenis
In 1627 werd in Landsmeer de oorspronkelijke kerk gebouwd. Deze werd in 1821 hersteld, maar al dertig jaar later werd dit hele kerkgebouw gesloopt. Van 1852 tot 1853 deze kerk gebouwd. Het mechanisch torenuurwerk dateert uit 1919. In de klokkenstoel hangt een klok die in 1639 is vervaardigd door  A. Koster. Het torenuurwerk is vervaardigd door Eijsbouts.
De kerk raakte buiten gebruik in 2002. Nadat het in circa 2009 in gebruik was als bibliotheek is het in 2015 verkocht aan het christelijk kerkgenootschap Iglesia Ni Cristo, dat een eeuw geleden werd opgericht op de Filipijnen.

## Interieur
In de kerk bevindt zich een eikenhouten preekstoel uit 1632 met o.a. voorstelling van Mozes, Aaron en de evangelisten. Deze preekstoel stamt nog uit de oorspronkelijke kerk. Onder de preekstoel rust op een pelikaan die haar drie jongen voedt met haar eigen bloed. De stoel is voorzien van een namenlijsten van de predikanten die sedert de Reformatie in Landsmeer dienden. Verder behoren ook de twee lezenaars (17e/18e eeuw), doopbekkenhouder (derde kwart 17e eeuw) en twee wandborden (1766 en 1795) tot het interieur.  In de kerk zijn vier gebrandschilderde ramen aangebracht. Deze ramen werden in 1652 gemaakt en sierden voorheen de oorspronkelijke kerk.

## Foto's

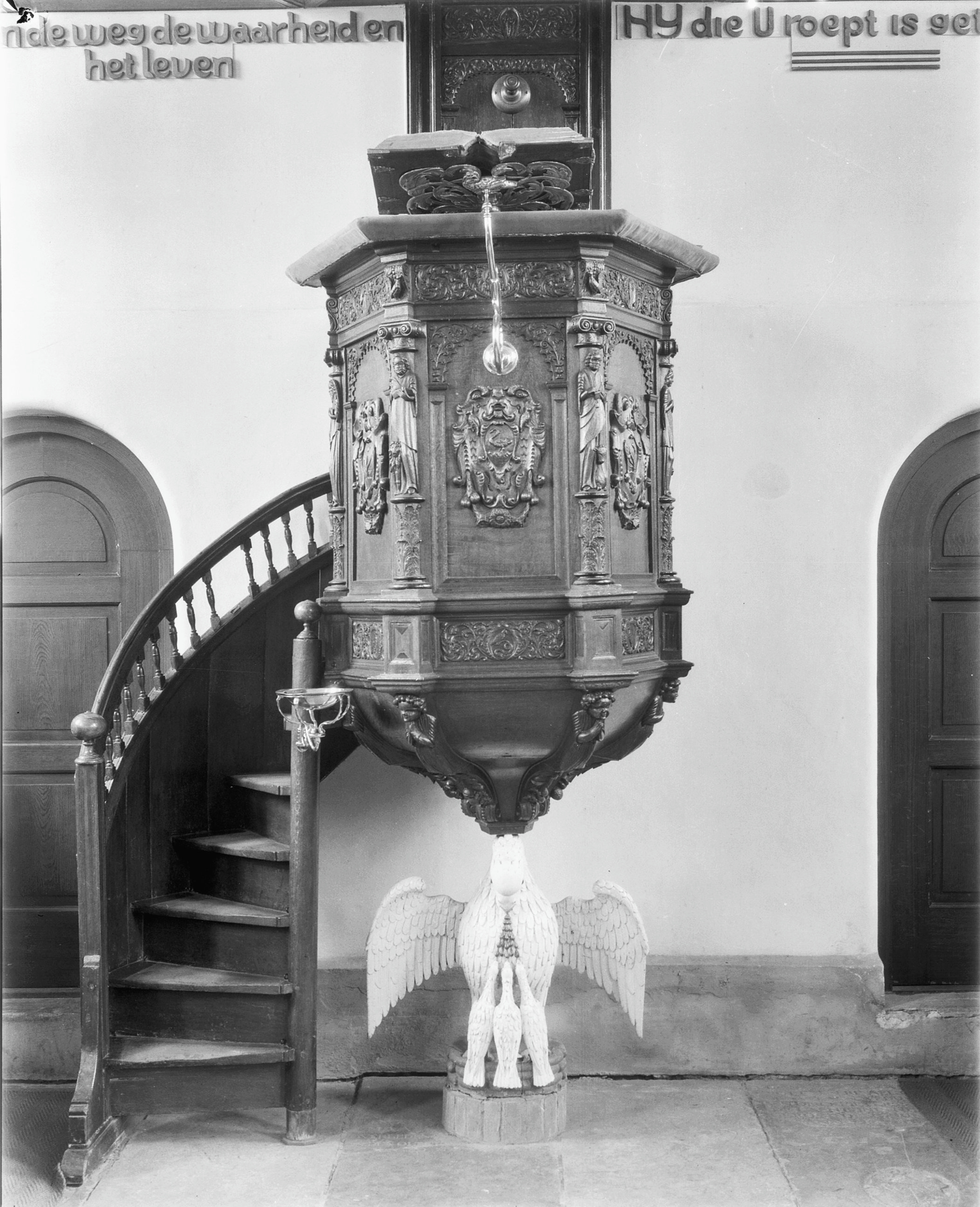
Preekstoel
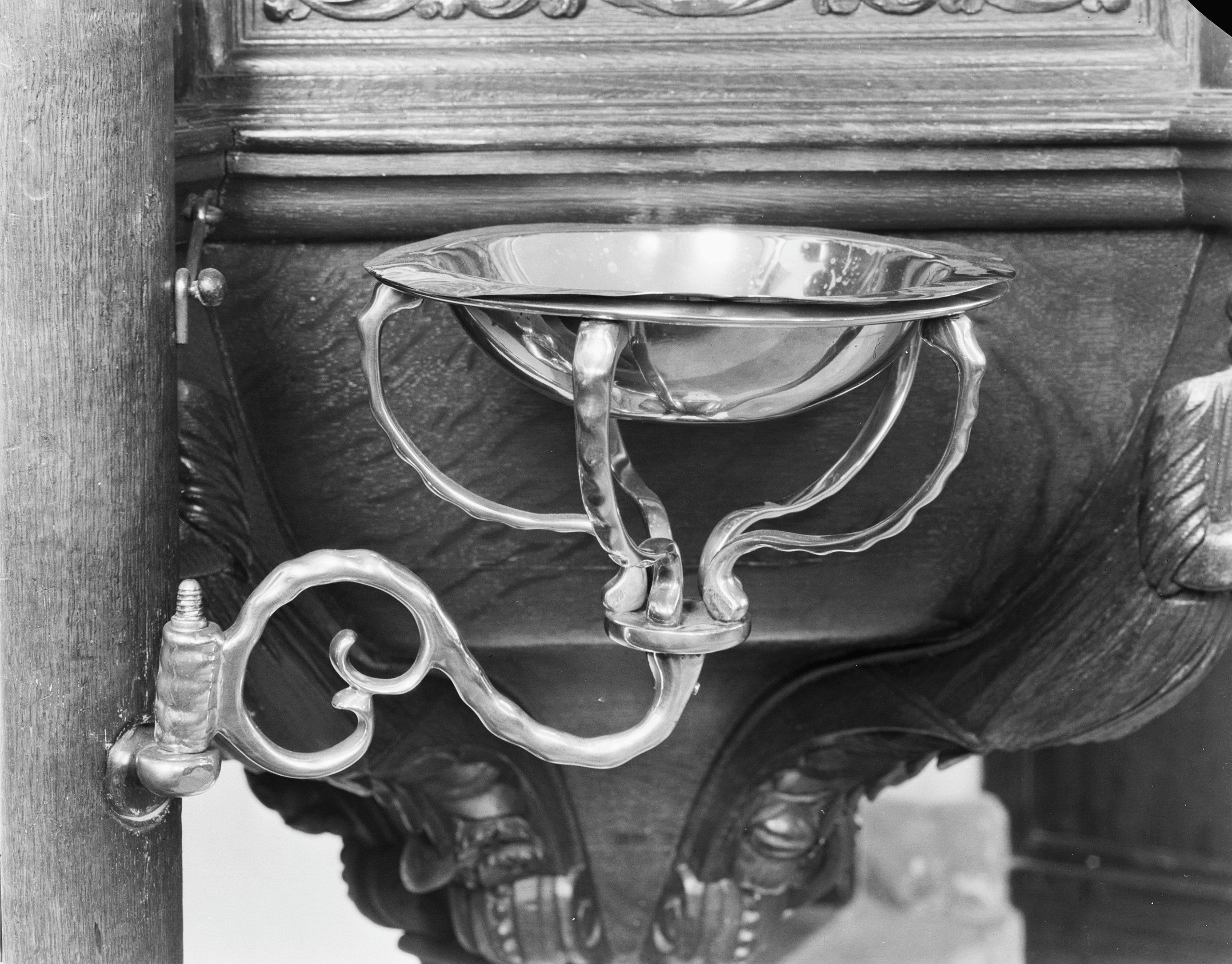
Doopbekken